# زريقاء حبشي
زريقاء حبشي أو رباح حبشي (الاسم العلمي Abyssinian genet)، نوع من الزريقاء مهدها إثيوبيا، إريتريا، الصومال، السودان، وجيبوتي. وهو نوع ناقص البيانات ومدرج ضمن القائمة الحمراء لتحاد الحماية العالمي. وهو واحد من أقل أنواع الزريقاء المعروفة.